# 누아르 데지르
누아르 데지르(Noir Désir)는 1980년 프랑스 지롱드 보르도에서 결성된 록 밴드이다. 베르트랑 캉타(보컬, 기타, 하모니카), 드니 바르트(드럼), 세르주 테소게(기타), 장폴 루아(베이스 기타)로 구성되어 있다.
2010년 11월 밴드의 해산이 발표되었다.